# Protecteur des Aborigènes
Le titre de protecteur des Aborigènes correspondait à une fonction administrative d'Australie qui a existé de 1838 à 1970. Elle consistait à la fois à protéger les dernières populations aborigènes en voie d'extinction, mais aussi à les contrôler socialement, et forcer leur assimilation ethnique et culturelle au groupe dominant des descendants de colons blancs européens.

## Histoire
Le rôle de protecteur des Aborigènes est issu d'une recommandation du rapport de la commission spéciale de la Chambre des communes du Royaume-Uni sur la question des Aborigènes.
Le 31 janvier 1838, Charles Grant, Secrétaire d'État à la guerre et aux colonies, envoie le rapport au gouverneur George Gipps. Le rapport recommandait l'engagement de Chefs protecteurs des Aborigènes. Ces derniers devraient apprendre les langues aborigènes d'Australie et leur travail consisterait à veiller aux droits des Aborigènes, à les protéger contre la spoliation de leur territoire et contre tout acte de cruauté, d'oppression et d'injustice.
Le Protectorat de Port Phillip est mis en place avec George Augustus Robinson comme Chef Protecteur et quatre Protecteurs à temps plein.
À l'instar de Robinson, A. O. Neville, de 1915 à 1940, et Edward John Eyre furent de notables Chefs Protecteurs des Aborigènes.
Matthew Moorhouse fut le premier Protecteur en Australie-Méridionale.
La fonction de Protecteur des Aborigènes fut abolie dans les années 1970.

## Un rôle protection, contrôle social et eugénisme
Bien qu'au départ le but fût la défense des Aborigènes, en particulier dans les zones reculées, il fut suggéré que le rôle de protecteur inclut un contrôle social. Ce contrôle ira jusqu'à déterminer quels individus peuvent se marier, où ils doivent résider, ainsi que la mainmise sur la gestion de leurs moyens financiers,.
Le Protecteur des Aborigène a en premier lieu le pouvoir de déterminer qui est aborigène et qui ne l'est pas. Auparavant, les  Aborigènes ont été  définis selon leur proportion de sang «noir». Il contrôle leur liberté de mouvement, leurs biens, et la prise en charge de leurs enfants. A ce titre, les protecteurs ont fait retirer plusieurs dizaines de milliers d'enfants à leur famille, pour les envoyer de force dans des institutions spécialisées, où les filles apprennent à devenir des aides domestiques et les garçons des métiers manuels.
Ainsi, de la fin du 19e siècle au début des années 1970, entre 10 et 30% des enfants aborigènes ont été enlevés de force à leur famille.

## Listes des protecteurs des Aborigènes
- Victoria (Protectorat de Port Phillip, 1839-1849)
  - George Augustus Robinson, missionnaire
  - William Thomas, (Protecteur assistant) 1839-1849, Gardien des Aborigènes dans le comté de Bourke, Mornington et Evelyn
- Australie-Méridionale
  - Matthew Moorhouse
  - William Wyatt, 1837-
  - Daisy Bates
  - Edward John Eyre
- Territoire du Nord (partie de l'Australie-Méridionale jusqu'en 1911)
  - Walter Baldwin Spencer
  - Francis James Gillen, 1892-
  - William Edward Harney, 1940 à 1947
  - Xavier Herbert
  - Cecil Cook
- Queensland
  - Walter Roth, 1898-1904,
  - Archibald Meston, 1898 à 1903
- Australie-Occidentale
  - A. O. Neville, de 1915 à 1940